# Alonso Berruguete
Alonso Berruguete (Paredes de Nava, Palència, 1490 – Toledo, 1561) fou un escultor castellà del Manierisme, fill del pintor Pedro Berruguete. Els seus grans retaules l'acrediten com l'escultor peninsular més eminent del seu segle.
Va aprendre pintura i escultura al taller familiar; les seves obres de llavors evidencien el contacte amb els escultors actius a Castella, fonamentalment a Burgos, Àvila, Valladolid i Palència. Des de 1507 va estar a Itàlia ampliant els seus coneixements de pintura, principalment a Florència, on hagué d'arribar cap a 1512. Allí és citat diverses vegades per Giorgio Vasari, qui constata els seus contactes amb Bramante, Miguel Ángel i Leonardo da Vinci. Va estar entre els manieristes toscans deixebles d'Andrea del Sarto i hi ha qui afirma que va participar activament en la gènesi del Manierisme pictòric florentí. Va copiar el Laocoont i els seus fills acabat de ser descobert a Roma per encàrrec de Bramante, i això fa suposar que s'alineava en el grup rival de Michelangelo Buonarroti.
Els llargs anys d'estada a Itàlia li van permetre conèixer profundament als mestres del Quattrocento i els models de l'escultura grecollatina clàssica; a la seva obra hi ha una admiració profunda per l'obra de Donatello, qui li inspira alguns tipus, i, per descomptat, Miguel Ángel, pels seus volums rotunds i la terribilità de la seva obra final. De Leonardo da Vinci va aprendre a individualitzar els rostres, malgrat la qual cosa totes les influències van confluir a un estil molt personal i un temperament fortament expressiu, que es reflecteix a les seves figures d'un contorn angulós que reviu l'estètica del Gòtic. Vasari considera que a Florència va copiar els cartrons de Miguel Ángel realitzats per a la decoració de la Sala del Gran Consell.
Una de les seves obres més importants va ser el cadirat del cor de la catedral de Toledo.